# 幸福的婚姻
《幸福的婚姻》是朝日電視台於2025年7月17日起於週四晚間九點連續劇，由阿部貞夫主演。
香港由Viu於2025年7月17日起跟播。

## 登場人物

### 主要人物
- 原田幸太郎〈50〉：阿部貞夫

前檢察官。擁有日本與美國執業執照的律師，原田幸太郎法律事務所的創辦人。捨棄長期貫徹的獨身主義，與偶然在醫院認識的涅盧拉閃婚。
- 鈴木涅盧拉（鈴木ネルラ）〈45〉：松隆子

「白凰女子大學附屬高中」的非常勤美術教師。在研究所專攻修復學，畢業後前往意大利留學。歸國後從事繪畫修復師相關工作，但之後因某事件轉行成為私立高中美術教師。

### 鈴木家
- 鈴木李歐（鈴木レオ）：板垣李光人[2]

涅盧拉的弟弟。大學生。負責偶像團體服裝的設計師兼造型師。休學中。
- 鈴木考：岡部崇（日语：岡部たかし）[2]

寬的弟弟，涅盧拉和李歐的叔父。專業的高爾夫教練。為政財界的重要人物提供私人課程。
- 鈴木寛：段田安則（日语：段田安則）[2]

涅盧拉和李歐的父親。曾是日本最大罐頭製造商的創辦人。

### 原田幸太郎法律事務所
- 今泉憲資：金田哲（日语：金田哲）[3]

律師。父親是法官、母親是檢察官，哥哥也是律師。
- 臼井義男：小松和重（日语：小松和重）[3]

新人律師。幸太郎的大學同學。

### JPN電視台
- 倉澤知佳（倉澤ちか）：堀内敬子[3]

節目「News Hope」的綜合製作人。
- 曾我：辻凪子（日语：辻凪子）[3]

節目「News Hope」的髮型和化妝師。
- 梶原拓：馬場徹（日语：馬場徹）[3]

節目「News Hope」的主持人（MC）。

### 其他人物
- 布勢夕人：玉置玲央（日语：玉置玲央）[3]

畫家。涅盧拉的前未婚夫。2010年在港區的倉庫的樓梯上跌落身亡。涅盧拉是遺體的第一發現者。
- 黑川龍司：杉野遙亮[4]

警視廳搜查一課的刑事。正在重啟調查布勢夕人的死亡事故。

### 白凰女子大學附屬高中
- 山下朱音：泉有乃（日语：泉有乃）[5]
- 中野美海：竹下優名（日语：竹下優名）[5]
- 與田星羅：原田花埜[5]
- 門真凱倫（門真カレン）：松崎未夢[5]

## 製作團隊
- 劇本：大石静（日语：大石静）
- 配樂：世武裕子
- 主題曲：Oasis「Don’t Look Back In Anger」（Sony Music Labels）[6]
- 導演：黑崎博（日语：黒崎博）、星野和成、楢木野禮（日语：楢木野礼）
- 監製：中川慎子（朝日電視台）
- 製作人：田中真由子（朝日電視台）、山形亮介（朝日電視台）、森田美櫻（AOI Pro.）、大古場榮一（AOI Pro.）
- 制作協力：AOI Pro.
- 制作著作：朝日電視台

## 播出日程
- 第1話加長6分鐘（21:00 - 22:00）。

| 集數                                                       | 播出日期 | 日文標題 | 中文標題 (Viu) | 導演     | 收視率 |
| ---------------------------------------------------------- | -------- | -------- | -------------- | -------- | ------ |
| 第1話                                                      | 7月17日  |          | 妻子的秘密     | 黑崎博   | 8.5%   |
| 第2話                                                      | 7月24日  |          | 重啟調查       | 黑崎博   | 6.6%   |
| 第3話                                                      | 7月31日  |          | 感情的考驗     | 星野和成 | 6.1%   |
| 第4話                                                      | 8月07日  |          | 冷靜期         | 星野和成 | 6.6%   |
| 第5話                                                      | 8月14日  |          |                | 楢木野禮 | 5.4%   |
| （收視率由Video Research調查關東地區、家戶的即時統計資料） |          |          |                |          |        |

## 外部連結
- 官方网站－朝日電視台 （日語）
  - 幸福的婚姻的X（前Twitter）
  - 幸福的婚姻的Instagram帳戶
  - 幸福的婚姻的TikTok
- 在Netflix上觀看《幸福的婚姻》

| 日本 朝日電視台 週四晚間九點連續劇      | 日本 朝日電視台 週四晚間九點連續劇 | 日本 朝日電視台 週四晚間九點連續劇 |
| --------------------------------------- | ---------------------------------- | ---------------------------------- |
|                                         | 幸福的婚姻 （2025年7月17日－）     |                                    |
| PJ航空救難團 （2025年4月24日－6月19日） | 女王偵訊室5 （2025年10月－）       |                                    |